# آموس آدامز
آموس آدامز (بالإنجليزية: Amos Adams)‏ (1 يونيو 1880 بويست بروميتش في المملكة المتحدة - 1 يناير 1941) هو لاعب كرة قدم بريطاني (وحمل سابقاً جنسية المملكة المتحدة لبريطانيا العظمى وأيرلندا) في مركز الدفاع. لعب مع وست بروميتش ألبيون.